# Kat Dennings
Katherine Litwack (bedre kendt som Kat Dennings; født 13. juni 1986 i Philadelphia, Pennsylvania i USA) er en amerikansk skuespillerinde. Hun spiller den ene af hovedrollerne i TV-serien 2 Broke Girls, som er blevet vist på TV2 Zulu.
Hun havde sin debutrolle i år 2000 i et afsnit af Sex and the City. Dennings har siden blandt andet medvirket i filmene The 40 Year Old Virgin, Big Momma's House 2, Charlie Bartlett, Raise Your Voice, The House Bunny, Defendor og Nick and Norah's Infinite Playlist. I Thor fra 2011 spiller hun rollen som Darcy Lewis.
Hun blev født i Bryn Mawr i Pennsylvania, og er den yngste a fem søskende.

## Udvalgt filmografi
| År   | Titel                  | Rolle       |
| ---- | ---------------------- | ----------- |
| 2005 | The 40 Year Old Virgin | Marla       |
| 2011 | Thor                   | Darcy Lewis |
| 2013 | Thor: The Dark World   | Darcy Lewis |